# Бубка, Сергей Назарович
Серге́й Наза́рович Бу́бка (укр. Сергі́й Наза́рович Бу́бка; род. 4 декабря 1963, Луганск) — советский и украинский легкоатлет (прыжки с шестом). Герой Украины (2001). Доктор наук по физическому воспитанию и спорту (2014).
Первый в мире человек, прыгнувший с шестом выше шести метров. Чемпион Олимпийских игр 1988 года в Сеуле по прыжкам с шестом. Президент Национального олимпийского комитета Украины (2005—2022).
До конца 1997 года был единственным легкоатлетом, победившим на шести чемпионатах мира (1983, 1987, 1991, 1993, 1995, 1997).
Заслуженный мастер спорта СССР (1983). Чемпион Европы (1986) и СССР (1984, 1985). Победитель Кубков мира и Европы (1985) в прыжках с шестом. Серебряный призёр международных соревнований «Дружба-84».
Владел мировым рекордом в прыжке с шестом в закрытых помещениях (6,15 м) с 1993 по 2014 год (на протяжении более чем двух десятилетий, вплоть до 15 февраля 2014 года, когда рекорд побил Рено Лавиллени). Владел мировым рекордом в прыжке с шестом на открытых аренах (6,14 м) с 1994 по 2020 год.

## Биография
Учился в школе № 57 города Донецка. В 11 лет поступил в ДЮСШ «Динамо» в родном городе.
Окончил Киевский государственный институт физической культуры.

### Спортивные достижения
Тренировался в Луганске под руководством известного тренера Виталия Афанасьевича Петрова, делавшего упор на гармоничное развитие в своем воспитаннике силы, скорости, техники. На первом в истории легкой атлетики чемпионате мира (Хельсинки, 1983) 19-летний Сергей был удостоен первой золотой медали. В 1984 году установил свой первый рекорд мира на соревнованиях в Братиславе, взяв высоту 5 м 85 см. Затем вместе с тренером переехал в Донецк, где его «крёстным отцом» стал Александр Билязе.

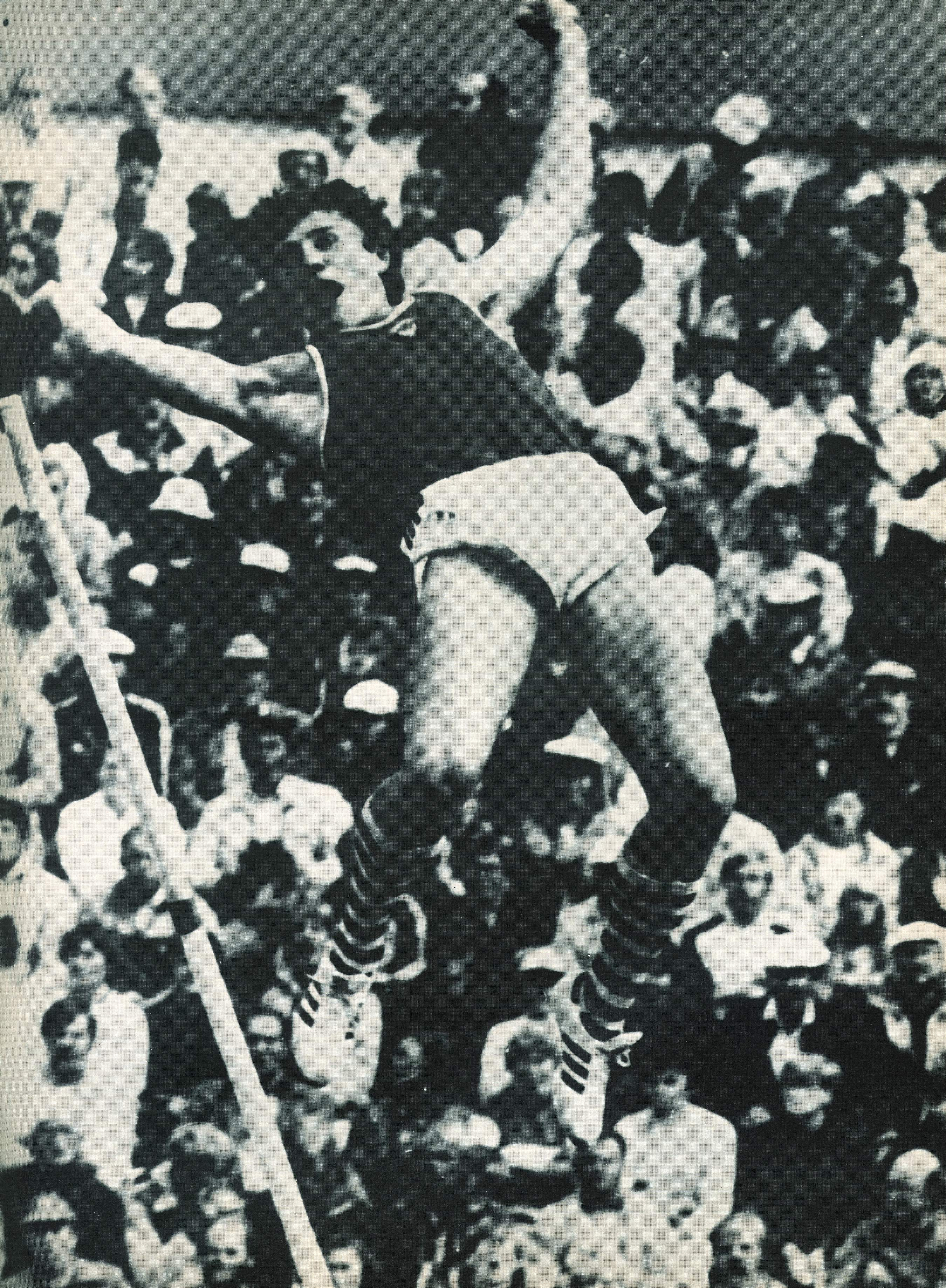
Сергей Бубка на чемпионате мира по лёгкой атлетике в Хельсинки, 1983 год

Всего в 1984—1994 годах Бубка установил 35 мировых рекордов (в том числе 18 на соревнованиях в крытых помещениях). Его пятый рекорд (13 июля 1985 года в Париже) стал историческим — Бубка первым преодолел высоту 6 метров. Высшее достижения — 6 м 14 см на открытом стадионе (Сестриере, 1994). На чемпионате мира 1991 года в Токио Бубка выиграл со скромным для себя результатом 5 м 95 см, но компьютеры определили, что в победной попытке он перелетел планку на высоте 6 м 37 см.
В 1990 году был вынужден уйти от своего тренера Виталия Петрова, с которым проработал 16 лет. Выбраться из кризиса помог все так же спорт, которому Бубка отдавался полностью. С того времени новым тренером Бубки стал Евгений Родионович Волобуев.
По мнению специалистов, Бубка так и не раскрыл полностью всех своих возможностей. Он признавался, что не хотел остаться в истории героем одного прыжка, как американец Боб Бимон, и активно участвовал в спортивных соревнованиях на протяжении многих лет. В возрасте 37 лет Бубка принял участие в Олимпийских играх в Сиднее (2000). Президент Международного олимпийского комитета маркиз Хуан Антонио Самаранч назвал его самым выдающимся спортсменом современности.
В 1990-х годах жил в Монте-Карло. Президент и основатель «Клуба Сергея Бубки» в Донецке (1990), который проводит традиционные международные соревнования «Zepter — Звезды шеста».
23 июня 2005 года стал президентом Национального олимпийского комитета (НОК) Украины. Занимал должность до 17 ноября 2022 года.
Член МОК c 1999 года, член исполкома МОК с 2000 года. В 2013 году претендовал на пост президента МОК, но проиграл выборы.
С августа 2015 по август 2023 года — первый вице-президент Международной ассоциации легкоатлетических федераций (World Athletics).

### Политика

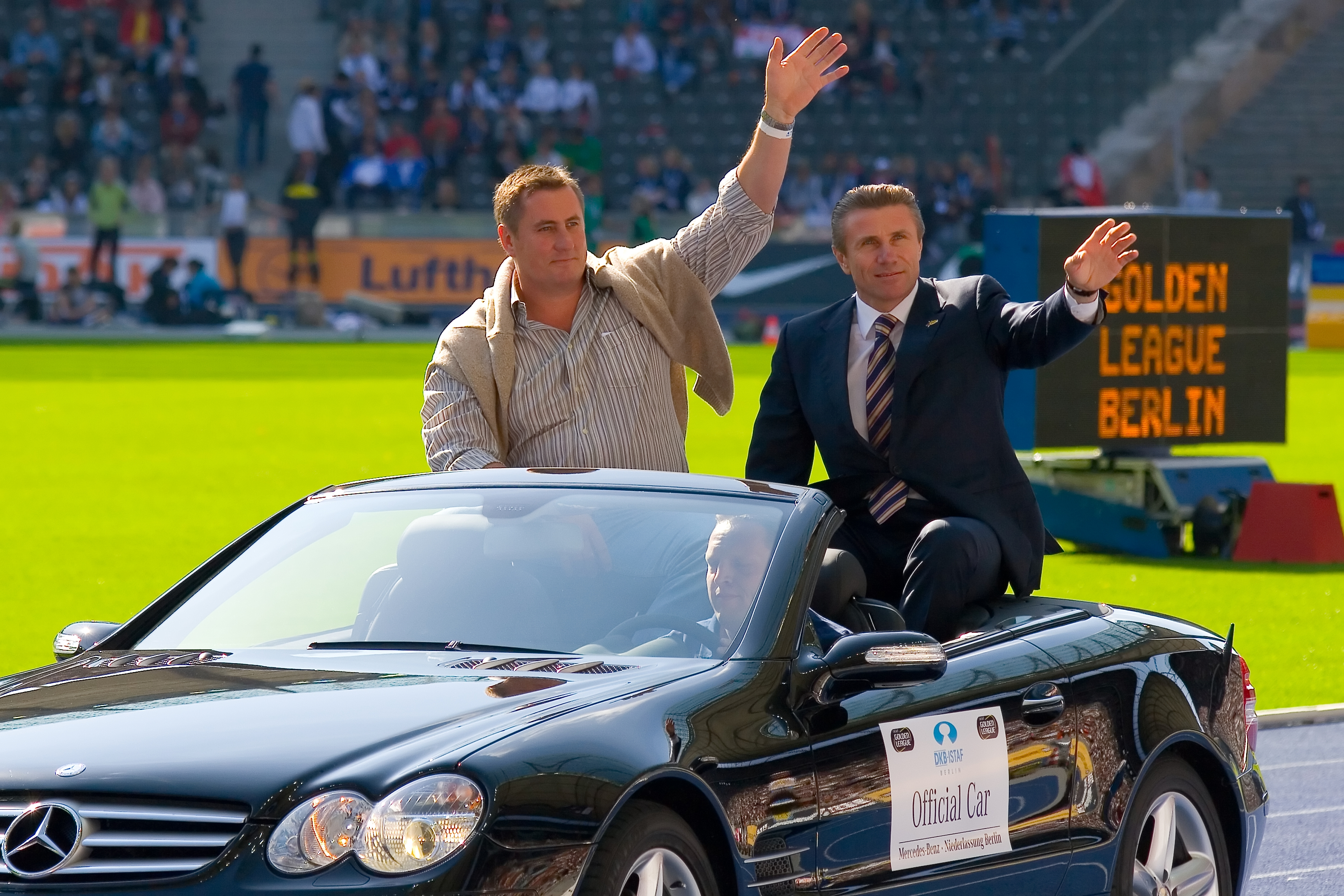
Сергей Бубка в Берлине, 2007 год

С 2002 по 2006 год был народным депутатом Украины от фракции «За единую Украину!» под номером 12 в избирательном списке, спустя два месяца перешёл во фракцию «Партии регионов». Работал в Комитете по вопросам молодёжной политики, физкультуры, спорта и туризма.
В апреле 2010 года стал внештатным советником Президента Украины Виктора Януковича. 
После российского военного вторжения на Украине, Сергей Бубка не подписал заявление с требованием дисквалификации национальных олимпийских комитетов России и Беларуси. 4 июля 2023 года он покинул пределы Украины и больше туда не возвращался. С того времени жил в Монте-Карло, посещая VIP-зону футбольного клуба «Монако», принадлежащего российскому миллиардеру Дмитрию Рыболовлеву.

### Бизнес
Был одним из главных собственников и президентом «Родовид Банка», входившего в число крупнейших банков Украины. В результате финансового кризиса банк был национализирован в июле 2009 года.
Расследование, проведенное украинскими журналистами летом 2023 года, показало, что Сергей Бубка официально зарегистрировал свою компанию Mont Blanc в России уже после начала российского военного вторжения на Украину. Предприятие продавало топливо российским войскам на территории ДНР, где предприятие владеет минимум шестью заправками. Директором компании является брат Сергея Бубки Василий. Позже, бывший спортсмен опроверг информацию о наличии своего бизнеса на этой территории.

### Увлечения
Теннис, музыка, футбол.

## Семья
- Отец — Назар Васильевич Бубка был старшиной ВС СССР (после 1972 года — прапорщиком)[15][16].
- Мать — Валентина Михайловна Бубка была сестрой-хозяйкой в одной из городских поликлиник, живёт в Луганске, рядом с 13-й школой[17][18].
- Старший брат Василий Бубка (род. 26 ноября 1960, Луганск) тоже прыгал с шестом, был серебряным призёром на чемпионате Европы в 1986 году, в 1997 году завершил спортивную карьеру[19], депутат Донецкого областного совета. Генеральный директор ООО «Монблан».
- Племянник Александр Бубка (род. 9 сентября 1986) тоже прыгун с шестом, по профессии специалист по телекоммуникационным системам и сетям[19][20].
- Жена Лилия Фёдоровна Бубка — тренер по художественной гимнастике.
- Сыновья Виталий Бубка (род. 1985)[21] и Сергей Бубка-младший (род. 10 февраля 1987[22]), теннисисты.

## Награды

### Награды Украины
- Герой Украины с вручением ордена Государства (4 февраля 2001) — за выдающиеся спортивные достижения, личные заслуги в повышении международного авторитета Украины[23]
- Орден Свободы (23 августа 2021) — за значительный личный вклад в государственное строительство, укрепление обороноспособности, социально-экономическое, научно-техническое, культурно-образовательное развитие Украинского государства, весомые трудовые достижения, многолетний добросовестный труд и по случаю 30-й годовщины независимости Украины[24].
- Орден князя Ярослава Мудрого III степени (24 августа 2012) — за значительный личный вклад в социально-экономическое, научно-техническое, культурно-образовательное развитие Украинского государства, весомые трудовые достижения, многолетний добросовестный труд и по случаю 21-й годовщины независимости Украины[25]
- Орден князя Ярослава Мудрого IV степени (1 декабря 2011) — за значительный личный вклад в социально-экономическое, научно-техническое, культурно-образовательное развитие независимого Украинского государства, весомые трудовые достижения, многолетний добросовестный труд[26]
- Орден князя Ярослава Мудрого V степени (4 сентября 2008) — за значительный личный вклад в развитие олимпийского движения, подготовку спортсменов международного класса, обеспечение высоких спортивных результатов национальной сборной командой Украины на XXIX летних Олимпийских играх в Пекине[27]
- Орден «За заслуги» І степени (24 февраля 1999) — за выдающиеся личные спортивные достижения, самоотверженное служение высоким идеалам спорта[28]
- Орден «За заслуги» II степени (21 августа 1997) — за выдающиеся спортивные победы, способствовавшие повышению авторитета и признанию Украины в мире[29]
- Почётный знак отличия Президента Украины (18 февраля 1994) — за выдающиеся спортивные достижения, личный вклад в создание школы высшего спортивного мастерства по лёгкой атлетике[30]
- Почётный гражданин Луганска (2008)[31]
- Почётный гражданин Донецкой области (2003)[32]
- Почётный гражданин Донецка (1993)[33]
- 29 августа 1999 года в Донецке открыт прижизненный памятник Сергею Бубке.
- Почётная грамота Кабинета Министров Украины (4 декабря 2003) — за значительный личный вклад в законодательное обеспечение развития физической культуры и спорта и повышение авторитета Украины в мире[34]
- Почётный доктор Донецкого национального университета (2004)[35].

### Награды СССР
- Орден Ленина
- Орден Трудового Красного Знамени (1985)

### Иностранные награды
- Лучший легкоатлет мира по версии журнала Track & Field News 1988 года.
- Лучший легкоатлет мира по версии журнала Track & Field News 1991 года.
- Премия Принца Астурийского (Испания, 1991).
- Почётный доктор Национальной спортивной академии Болгарии (2005)[36].
- Международная премия «Flambeau d'Or 2005» («Золотой факел 2005») (2005)[37].
- Орден Национального олимпийского комитета Республики Беларусь (2007)[38].
- Лауреат World Sports Awards (2008 год).
- Орден Полярной звезды (2017 год, Монголия)[39].
- Почётный гражданин городов Братислава, Падуя, Абано-Терме.
- В 2023 году Сергей Бубка включён в Зал славы Мемориала Ван Дамме.

## Мировые рекорды
Сергей Бубка 35 раз устанавливал мировые рекорды.
| Открытые стадионы (17 рекордов) - 5,85 м — Братислава, 1984 - 5,88 м — Париж, 1984 - 5,90 м — Лондон, 1984 - 5,94 м — Рим, 1984 - 6,00 м — Париж, 1985 - 6,01 м — Москва, 1986 - 6,03 м — Прага, 1987 - 6,05 м — Братислава, 1988 - 6,06 м — Ницца, 1988 - 6,07 м — Сидзуока, 1991 - 6,08 м — Москва, 1991 - 6,09 м — Формия, 1991 - 6,10 м — Мальмё, 1991 - 6,11 м — Дижон, 1992 - 6,12 м — Падуя, 1992 - 6,13 м — Токио, 1992 - 6,14 м — Сестриере, 1994 |  | В помещениях (18 рекордов) - 5,81 м — Вильнюс, 1984 - 5,82 м — Милан, 1984 - 5,83 м — Лос-Анджелес, 1984 - 5,87 м — Осака, 1986 - 5,92 м — Москва, 1986 - 5,94 м — Лос-Анджелес, 1986 - 5,95 м — Нью-Йорк, 1986 - 5,96 м — Осака, 1987 - 5,97 м — Турин, 1987 - 6,03 м — Осака, 1989 - 6,05 м — Донецк, 1990 - 6,08 м — Волгоград, 1991 - 6,10 м — Сан-Себастьян, 1991 - 6,11 м — Донецк, 1991 - 6,12 м — Гренобль, 1991 - 6,13 м — Берлин, 1992 - 6,14 м — Ливин, 1993 - 6,15 м — Донецк, 1993 |